# Josef Šural
Josef Šural (Hustopeče, 30 de mayo de 1990-Alanya, 29 de abril de 2019) fue un futbolista checo que jugaba en la demarcación de extremo para el Alanyaspor de la Superliga de Turquía en el momento de su fallecimiento.

## Muerte
Šural murió el 29 de abril de 2019, cuando el minibus que lo transportaba junto con otros seis jugadores, se estrelló a 5 kilómetros de Alanya. Šural y sus compañeros fueron llevados al Hospital, pero Šural murió por sus lesiones. Steven Caulker y Papiss Cissé estaban también en el autobús, pero sobrevivieron. Josef es el segundo futbolista checo después de František Rajtoral, quién jugaba para el Gaziantepspor, que muere viviendo en Turquía.

## Selección nacional
Debutó con la selección de fútbol de República Checa el 15 de noviembre de 2013 en un partido amistoso contra Canadá tras entrar al terreno de juego en el minuto 74 como recambio de Václav Kadlec. Posteriormente disputó la clasificación para la Eurocopa 2016. Tras clasificarse la selección y ser convocado por el seleccionador Pavel Vrba, finalmente disputó dos partidos en la Eurocopa 2016 con el combinado checo, jugando el primer partido contra España y el segundo contra Croacia.

### Goles internacionales
| # | Fecha                 | Estadio                                  | Oponente     | Gol | Resultado | Competición                         |
| - | --------------------- | ---------------------------------------- | ------------ | --- | --------- | ----------------------------------- |
| 1 | 13 de octubre de 2015 | Amsterdam Arena, Ámsterdam, Países Bajos | Países Bajos | 0-2 | 2-3       | Clasificación para la Eurocopa 2016 |

## Clubes
Actualizado al 29 de abril de 2019.
| Club              | País            | Año       | Partidos | Goles |
| ----------------- | --------------- | --------- | -------- | ----- |
| 1. FC Brno        | República Checa | 2008-2011 | 39       | 3     |
| FC Slovan Liberec | República Checa | 2011-2016 | 165      | 46    |
| Sparta Praga      | República Checa | 2016-2019 | 80       | 25    |
| Alanyaspor        | Turquía         | 2019      | 11       | 1     |

## Palmarés

### Campeonatos nacionales
| Título       | Club              | País            | Año  |
| ------------ | ----------------- | --------------- | ---- |
| Fortuna Liga | FC Slovan Liberec | República Checa | 2012 |
| MOL Cup      | FC Slovan Liberec | República Checa | 2015 |